# Bembridge
Bembridge è un villaggio e parrocchia civile dell'Inghilterra, appartenente alla contea dell'Isola di Wight.
Qui è vissuto per un periodo della sua vita Bear Grylls con la sua famiglia.